# تاوپو
تاوپو (به لاتین: Taupo) نام شهری است در شمال شرقی دریاچه‌ای به همین نام واقع در مرکز جزیرهٔ شمالی نیوزیلند. تاوپو بزرگ‌ترین منطقهٔ مسکونی در بخشی به همین نام است. تاوپو ۱۳۲٫۵۷ کیلومتر مربع مساحت دارد، ۳۶۰ متر بالاتر از سطح دریا واقع شده‌است و بر اساس سرشماری ژوئن ۲۰۲۲ جمعیت آن ۲۶۱۰۰ نفر می‌باشد.

## آب و هوا
تاوپو دارای آب و هوای اقیانوسی است که نسبت به دیگر نقاط جزیرهٔ شمالی سرد و بادخیز است. این به‌دلیل قرار گرفتن شهر در داخل خشکی است که منجر به تجمع هوای خشک و یخبندان شدید در طول زمستان می‌شود. با این حال بارش برف در آنجا نادر است. آب و هوای تابستانی در تاوپو ملایم است و حداکثر میانگین دما به ۲۳ درجه و حداقل آن به ۱۰ درجه می‌رسد.

## خواهرخوانده
شهرهای هاکونه، نومئا، سوژو، شی‌آن و کولیم خواهرخوانده‌های تاوپو هستند.